# Personaggi di Star Trek: Lower Decks

I quattro protagonisti della serie animata: Samanthan Rutherford, Beckett Mariner, D'Vana Tendi e Brad Boimler

Questa è una lista dei personaggi della serie televisiva Star Trek: Lower Decks,  apparsi anche in opere derivate dalla stessa, quali fumetti, romanzi e videogiochi.

## Personaggi principali
- Beckett Mariner (stagioni 1-5), doppiata da Tawny Newsome nella versione originale, da Gaia Bolognesi (st. 1-2, ep. 3x06-10) e Sara Crestini (ep. 3x01-05, st. 4-5) in quella italiana.[1][2]
Umana, guardiamarina, poi tenente jr. È la figlia del capitano della Cerritos Carol Freeman, ma la notizia viene da entrambe tenuta nascosta all'equipaggio della nave per tutta la prima stagione. Viene rivelata accidentalmente solamente nell'ultima puntata per opera di Boimler. Mariner è un'addetta ai ponti bassi scapestrata e che non sta alle regole della flotta, sempre presa dai suoi traffici di contrabbando. Non mira a salire di grado ed è felice di lavorare nei "ponti bassi". Prima della Cerritos ha lavorato su Deep Space Nine. Con il tempo sviluppa un interesse romantico per l'andoriana Jennifer Sh'reyan, che diviene la sua compagna.
- Brad Boimler (stagioni 1-5), doppiato da Jack Quaid nella versione originale e da Flavio Aquilone in quella italiana.[1][2]
Umano, Boimler è un guardiamarina modello, attento e preciso nello svolgere i suoi compiti e mira a salire di grado fino a raggiungere la plancia, ottenendo però spesso l'effetto contrario. Alla fine della prima stagione viene trasferito sulla USS Titan capitanata da William Riker, dove in seguito a un problema con il teletrasporto si creerà un suo duplicato che verrà rimandato sulla USS Cerritos, mentre l'altro rimarrà sulla Titan assumendo il nome di William Boimler.
- D'Vana Tendi (stagioni 1-5), doppiata da Noël Wells nella versione originale e da Joy Saltarelli in quella italiana.[1][2]
Orioniana, la guardiamarina Tendi è l'ultima salita a bordo della Cerritos e lavora in infermeria con la dottoressa T'Ana. È sempre entusiasta e felice di svolgere le sue mansioni nei "ponti bassi".
- Samanthan Rutherford (stagioni 1-5), doppiato da Eugene Cordero nella versione originale e da Gabriele Patriarca in quella italiana.[1][2]
Umano potenziato, il guardiamarina Rutheford lavora nel reparto ingegneria della nave. È spesso vittima di disavventure dovute al malfunzionamento dei suoi impianti cibernetici.

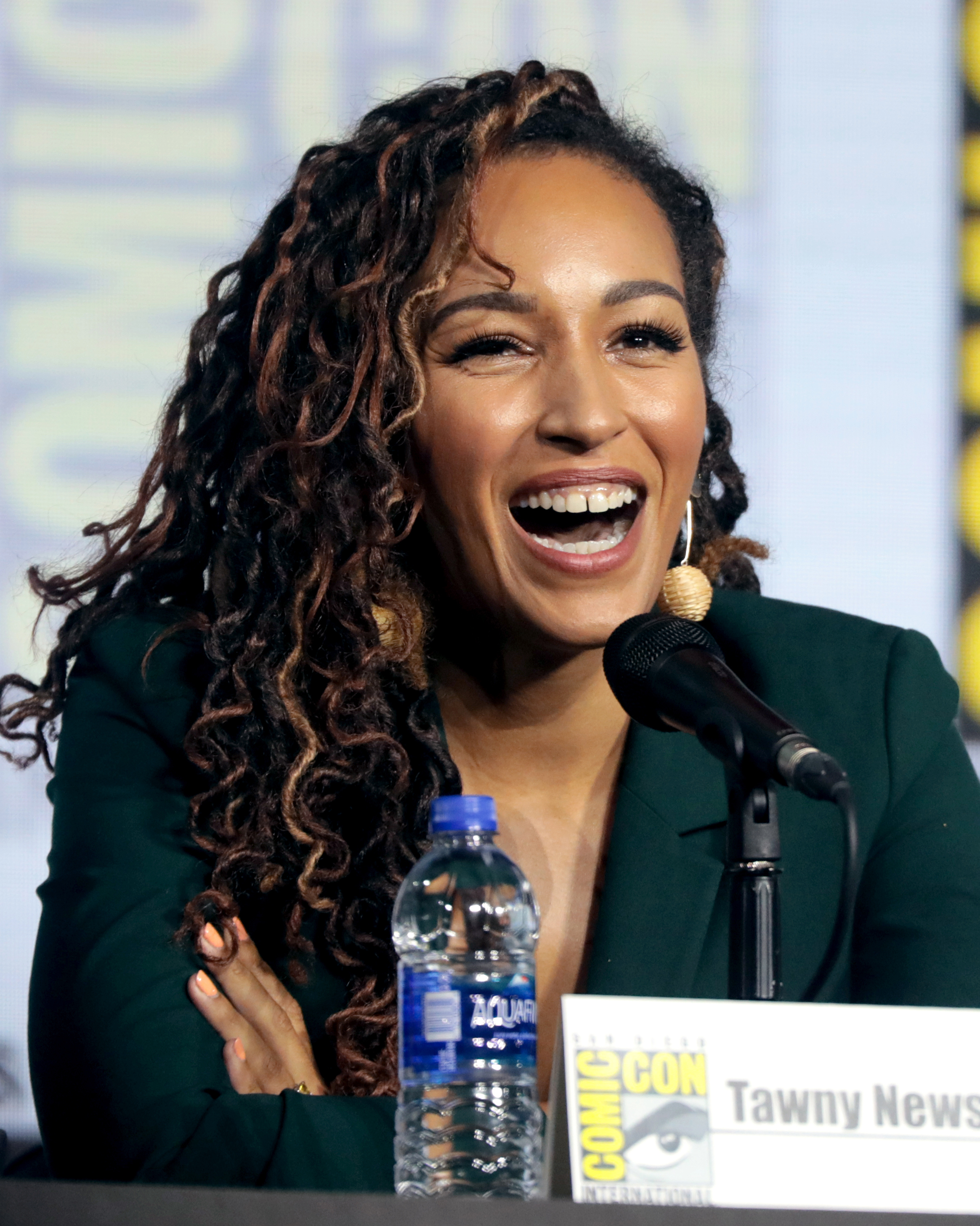
Tawny Newsome, doppiatrice originale del guardiamarina Beckett Mariner
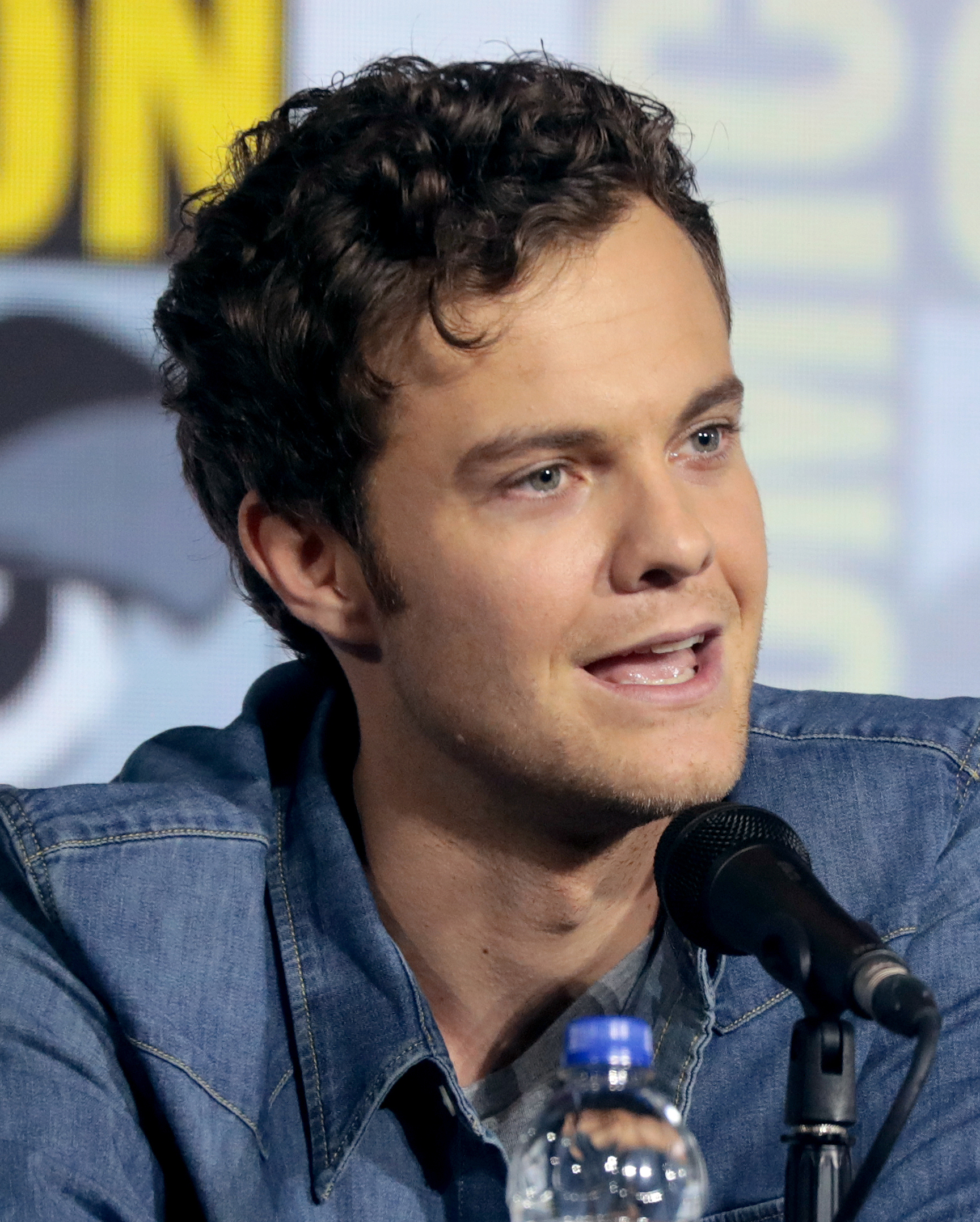
Jack Quaid, doppiatore originale del guardiamarina Brad Boimler e del suo duplicato William Boimler
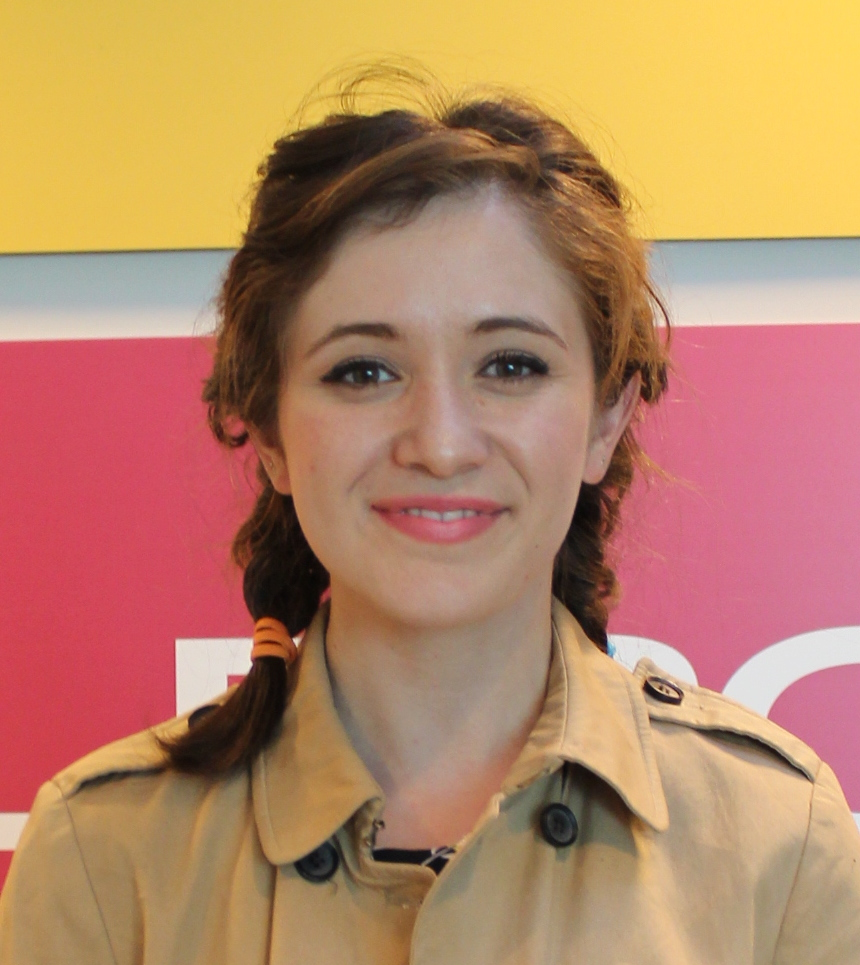
Noël Wells, doppiatrice originale del guardiamarina D'Vana Tendi
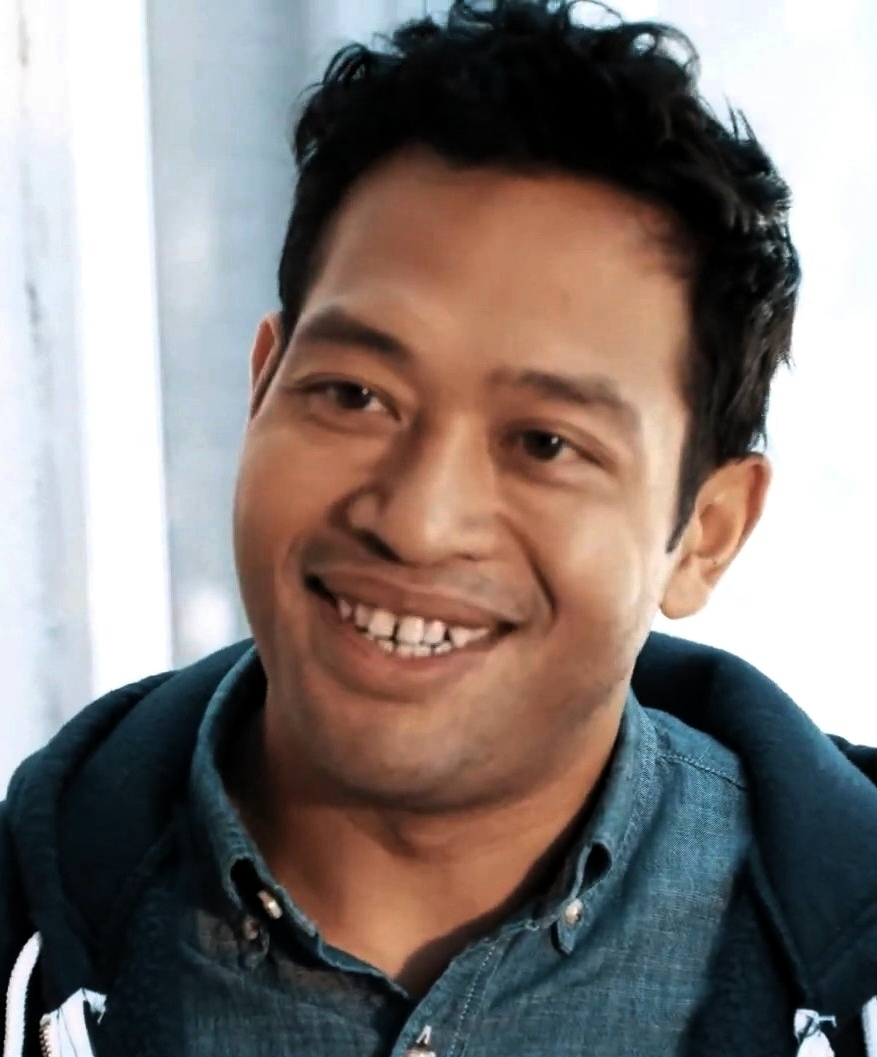
Eugene Cordero, doppiatore originale del guardiamarina Samanthan Rutherford

## Personaggi secondari
- Alonzo Freeman (stagioni 1-3), doppiato da Phil LaMarr nella versione originale e da Stefano Alessandroni in quella italiana.[2]
 Umano, ammiraglio, marito del capitano Carol Freeman e padre di Beckett Mariner.
- Andarithio "Andy" Billups (stagioni 1-5), doppiato da Paul Scheer nella versione originale e da Patrizio Cigliano in quella italiana.[2]
Il tenente comandante Billups è l'ingegnere capo della Cerritos. Umano originario del pianeta Hysperia, una colonia umana in stile rinascimentale. È il figlio della Regina Paolana Billups. Poiché vuole rimanere nella Flotta Stellare, Billups ha deciso di mantenersi vergine, dal momento che avendo un rapporto sessuale sarebbe costretto a succedere alla madre e diventare re.
- Barnes (stagione 1-5), doppiata da Jessica McKenna nella versione originale e da Eva Padoan in quella italiana.
Trill, guardiamarina, membro della divisione operazioni dei ponti inferiori, è uscita qualche volta con Rutherford.
- Burro di Arachidi (in inglese Peanut Hamper, stagioni 1, 3 e 4), doppiata da Kether Donohue.
È una Exocomp, una forma di vita artificiale; egoista e malevola, si rifiuta di sacrificarsi per l'equipaggio della Cerritos e abbandona la nave lasciando l'equipaggio al suo destino. Tempo dopo pianifica nei dettagli la propria "redenzione", facendo in modo da salvare gli Areore del pianeta Areolus, per venire perdonata ed essere riammessa nella Flotta Stellare. Rinchiusa infine al Daystrom Institute.
- Carol Freeman (stagioni 1-5), doppiata da Dawnn Lewis nella versione originale e da Barbara Castracane in quella italiana.[2]
 Umana, capitano della USS Cerritos e madre di Beckett Mariner, la cui genitorialità però entrambe tengono nascosta all'equipaggio fino a che non viene inavvertitamente rivelata a tutti da Boimler.
- Commy (in inglese Badgey, stagioni 1, 3 e 4), doppiato da Jack McBrayer nella versione originale e da Nanni Baldini in quella italiana.
È un ologramma creato da Rutherford allo scopo di addestrare il personale della Flotta in sala ologrammi. Ha la forma del commbadge (da qui il nome). Un malfunzionamento lo ha trasformato in una IA senziente estremamente malvagia.
- Computer di bordo della Cerritos (stagioni 1-4), doppiato da Jessica McKenna nella versione originale.
- Jack Ransom (stagioni 1-5), doppiato da Jerry O'Connell nella versione originale e da Carlo Scipioni in quella italiana.[2]
Il comandante Ransom è il Primo Ufficiale della Cerritos. Fanatico culturista e salutista, è detestato da Mariner.
- Jennifer "Jen" Sh'reyan  (stagioni 1-5), doppiata da Lauren Lapkus nella versione originale e da Federica Mete in quella italiana.[2]
Andoriana, guardiamarina della divisione comando.
- Kayshon (stagione 2-5), doppiato da Carl Tart nella versione originale e da Sacha Pilara in quella italiana.[2]
Tamariano, tenente della divisione operazioni, è il primo della sua specie a entrare nella Flotta Stellare. Non ha ancora completa familiarità con le forme di linguaggio della Federazione e parla in parte ancora per metafore.
- Gabers Migleemo (stagioni 1-5), doppiato da Paul F. Tompkins nella versione originale e da Massimo Bitossi in quella italiana.[2]
 Della spiecie aviaria Klowahkan,[3] non indossa la divisa della Flotta Stellare e svolge il ruolo di consigliere di bordo della Cerritos.
- Shaxs (stagioni 1-5), doppiato da Fred Tatasciore nella versione originale e da Dario Oppido in quella italiana.[2]
Bajoriano, il tenente Shaxs è il capo della sicurezza della Cerritos. "Muore" alla fine della prima stagione per salvare il guardiamarina Rutherford, per poi "resuscitare" inspiegabilmente nella seconda stagione.
- Steven Stevens (stagioni 1-5), doppiato da Ben Rodgers nella versione originale e da Michele Botrugno in quella italiana.[2]
Umano, tenente comandante, è un ufficiale della divisione comando della Cerritos. È l'attendente del capitano Freeman.
- T'Ana (stagioni 1-5), doppiata da Gillian Vigman nella versione originale e da Gilberta Crispino  in quella italiana.[2]
Caitiana, la dottoressa T'Ana è l'ufficiale medico capo della USS Cerritos.
- T'Lyn (stagioni 2-5), doppiata da Gabrielle Ruiz nella versione originale. Guardiamarina della divisione scientifica della Cerritos. Ex appartenente alla flotta vulcaniana, è stata sospesa a causa del suo carattere istintivo (poco consono per i Vulcaniani) e assegnata alla Flotta Stellare con grado provvisorio. Tendi è la sua tutor.
- William Boimler (stagioni 2, 4-5), doppiato da Jack Quaid nella versione originale e da Flavio Aquilone in quella italiana.[2]
 Umano, duplicato di Brad Boimler creato da un guasto del teletrasporto a bordo della USS Titan capitanata da William Riker. Nel 2381, dopo aver finto la propria morte, William Boimler entra a far parte della Sezione 31.

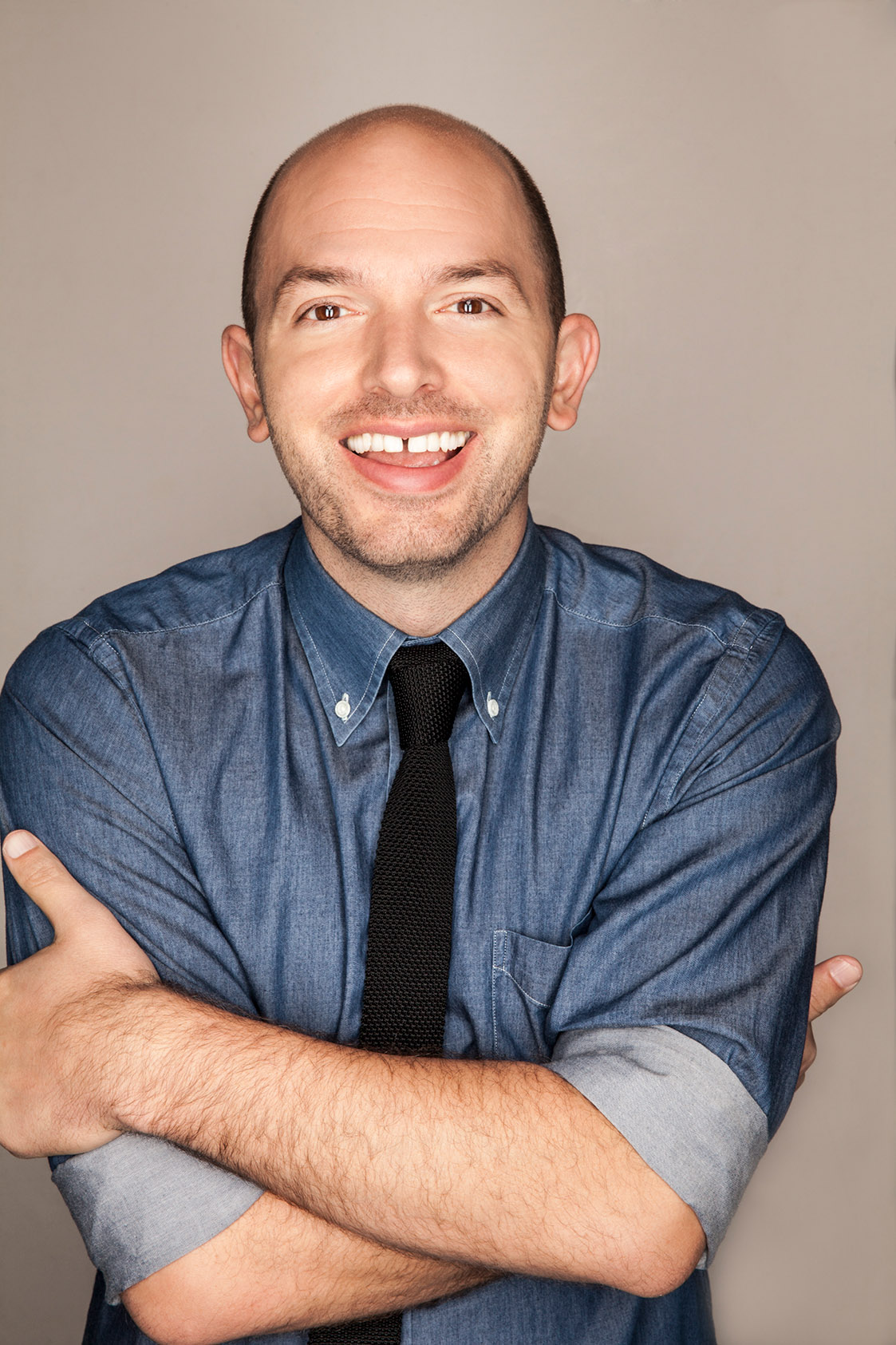
Paul Scheer, doppiatore originale del tenente comandante Adarithio Billups
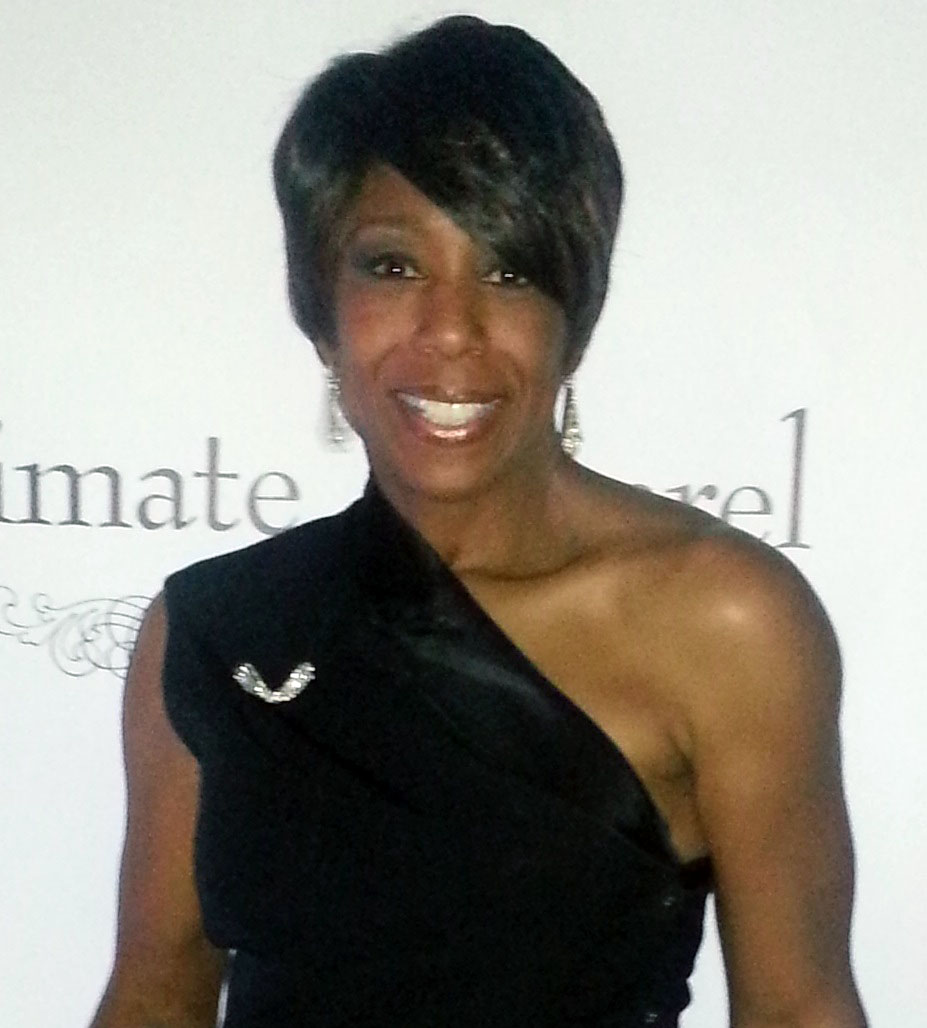
Dawnn Lewis, doppiatrice originale di Carol Freeman
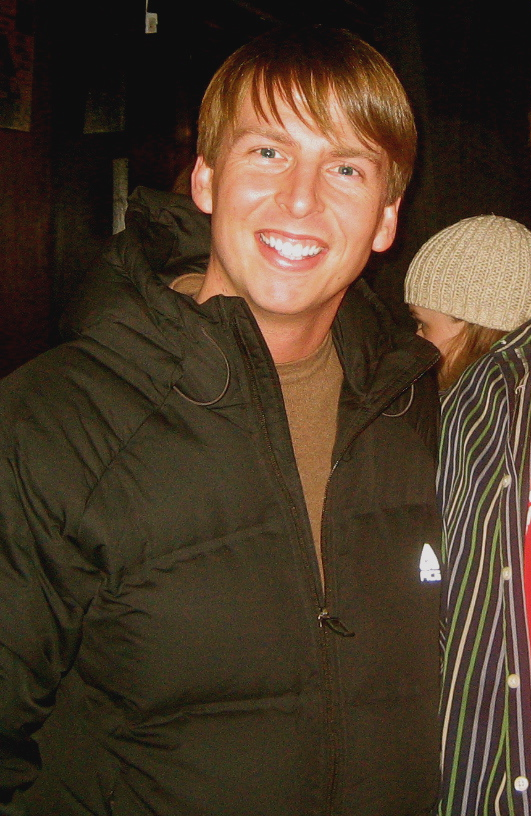
Jack McBrayer, doppiatore originale di Commy
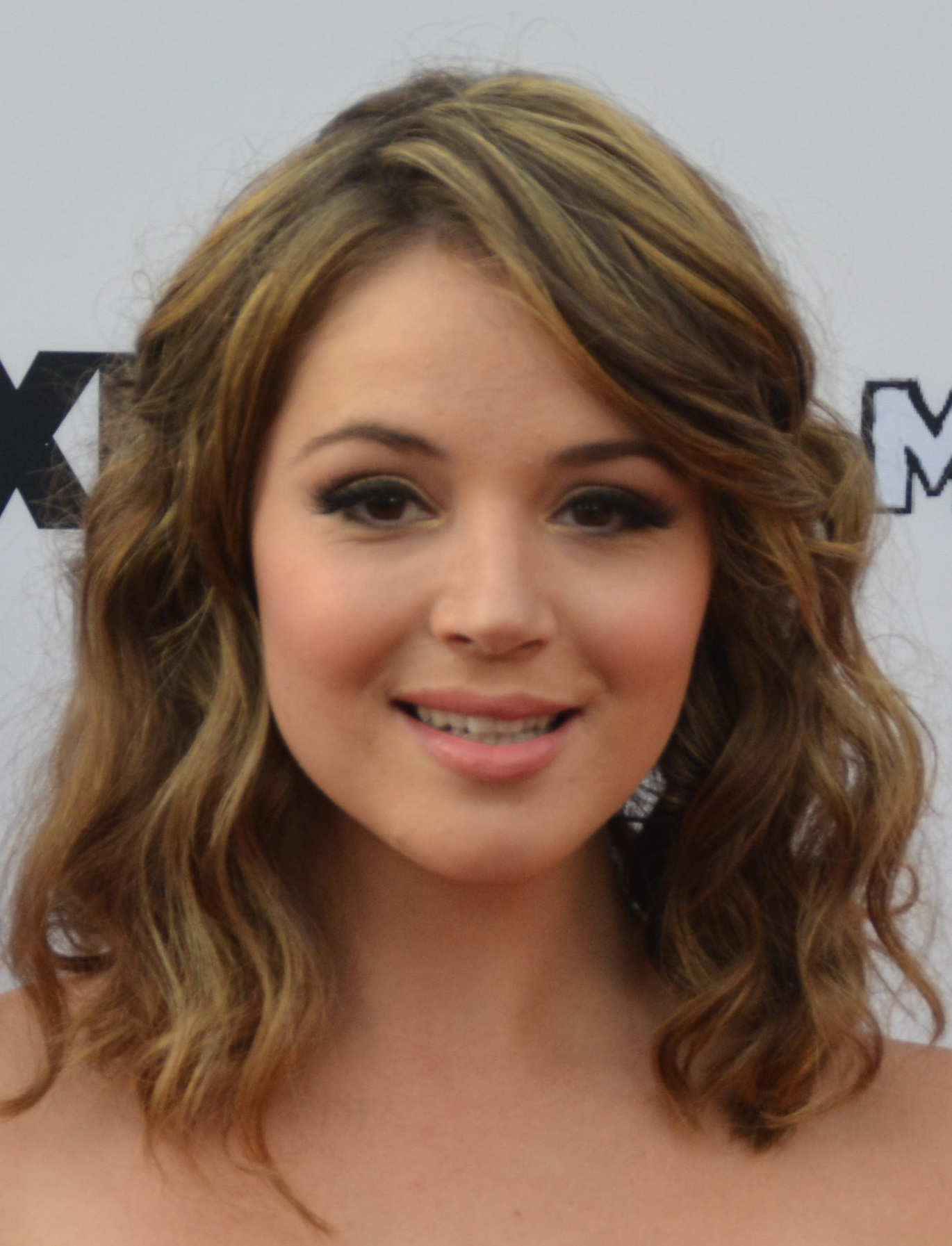
Kether Donohue, doppiatrice originale di Burro d'Arachidi
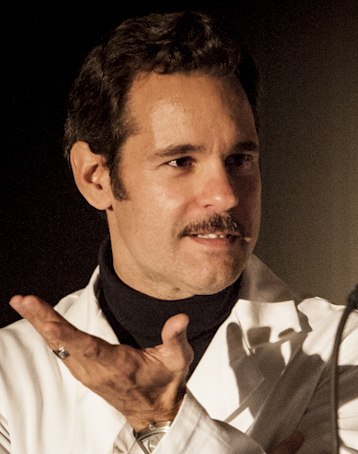
Paul F. Tompkins, doppiatore originale di Migleemo
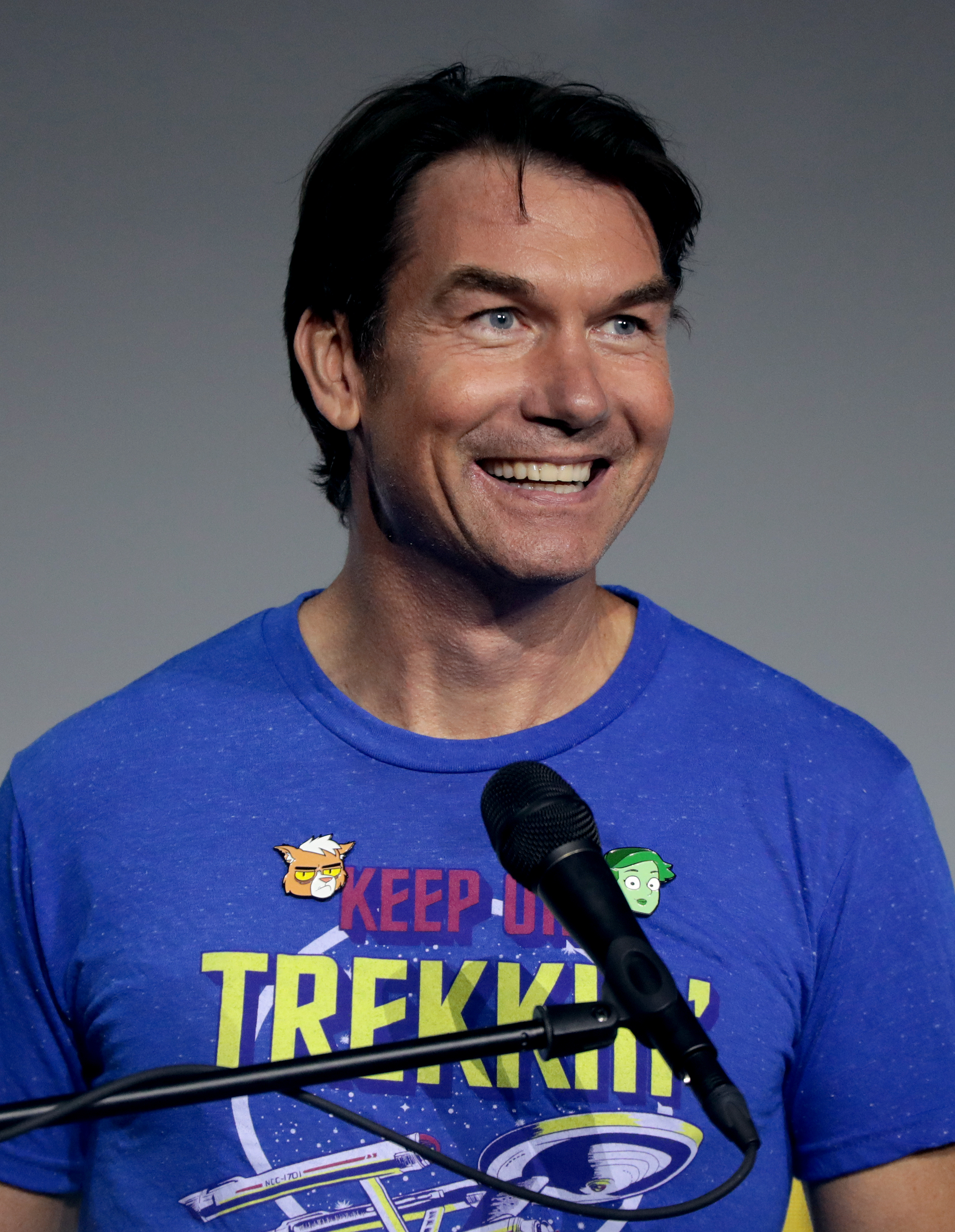
Jerry O'Connell, doppiatore originale del comandante Jack Ransom
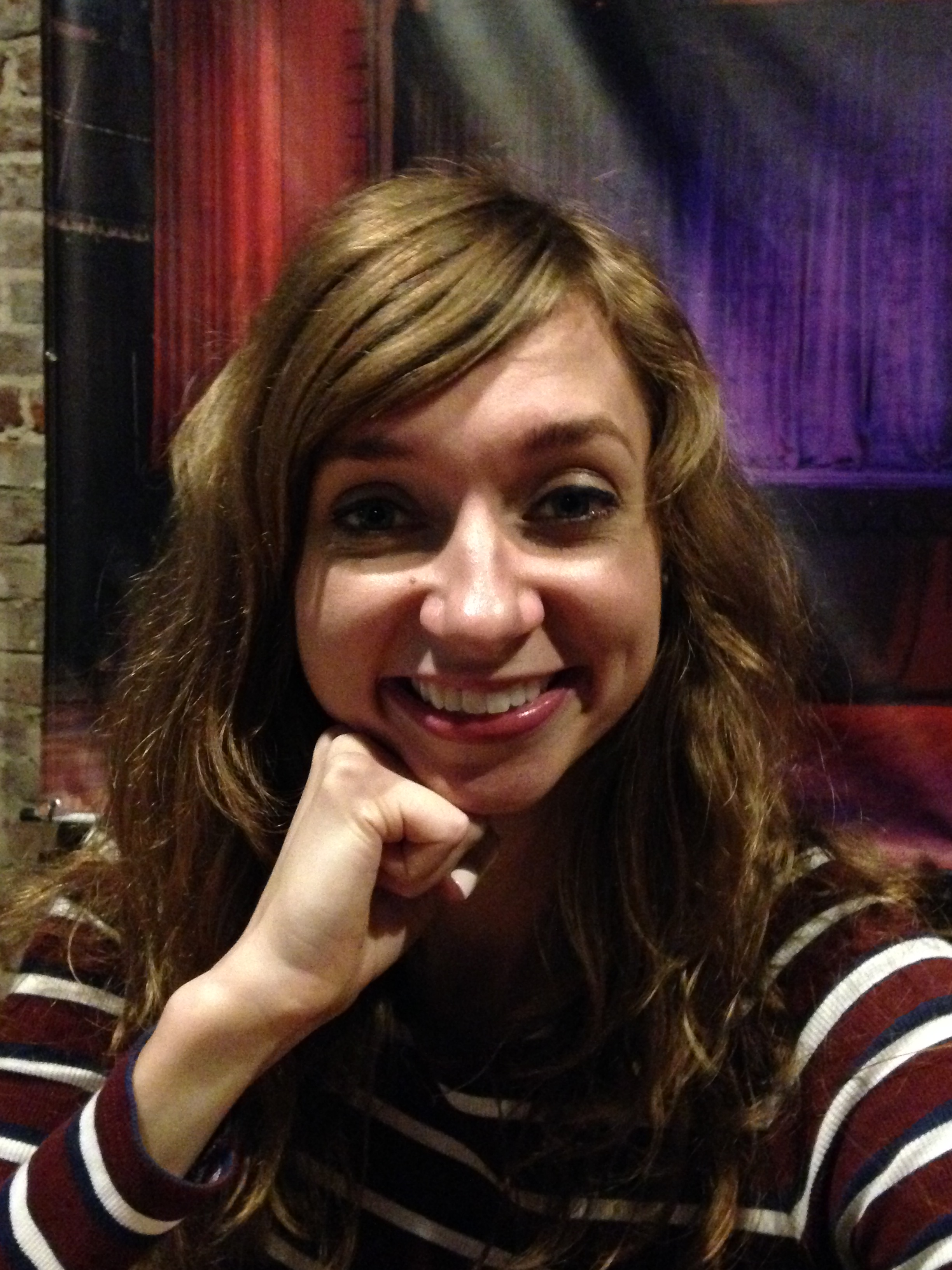
Lauren Lapkus, doppiatrice originale del guardiamarina Jennifer Sh'reyan
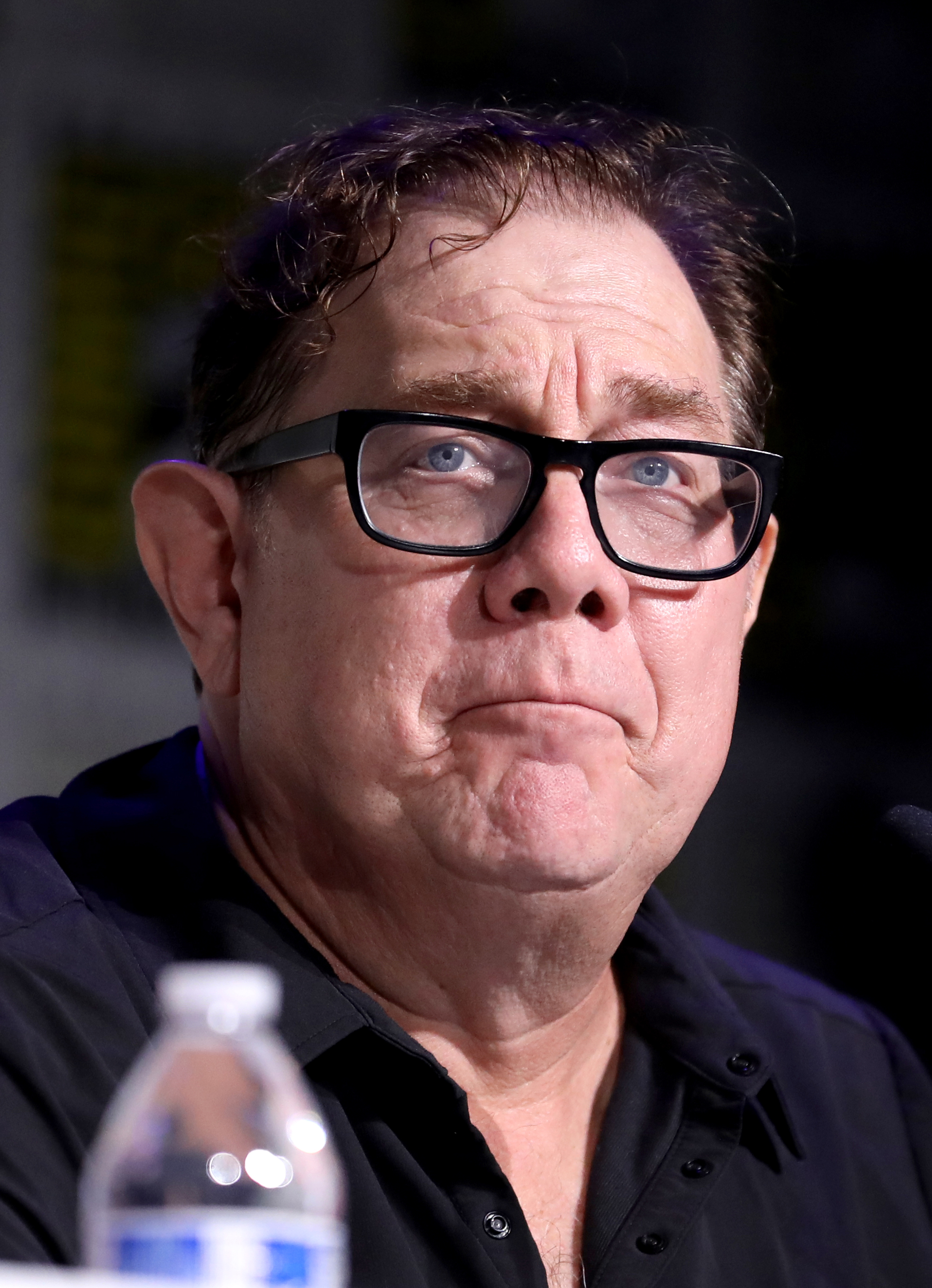
Fred Tatasciore, doppiatore originale del tenente Shaxs
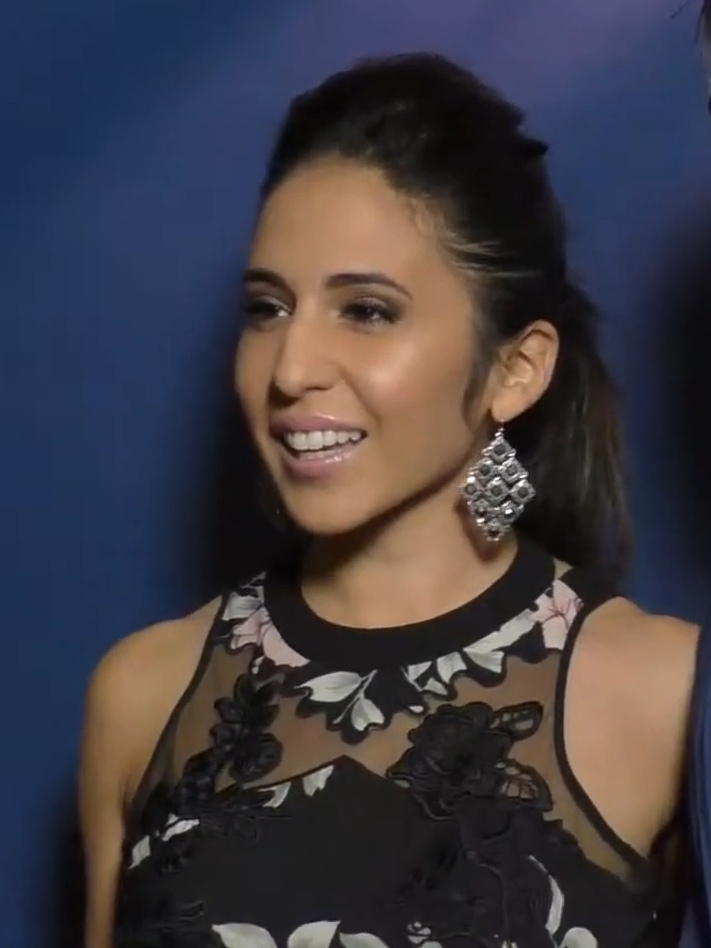
Gabrielle Ruiz, doppiatrice originale di T'Lyn

## Guest star
- AGIMUS (stagioni 3-4), doppiato da Jeffrey Combs nella versione originale e da Stefano Onofri in quella italiana.
È un computer senziente malvagio che, dopo avere ingannato la civiltà Molmol, è stato rinchiuso al Daystrom Institute.
L'attore Jeffrey Combs è noto per aver prestato il volto a molti personaggi ricorrenti di più serie televisive di Star Trek, tra cui: Brunt, l'inquisitore ferengi in Deep Space Nine; Weyoun, clone Vorta al servizio del Dominio, sempre in Deep Space Nine; il capitano andoriano Shran in Enterprise.
- Deanna Troi (stagione 1), doppiata da Marina Sirtis nella versione originale e da Anna Rita Pasanisi in quella italiana.[2]
Deanna Troi è per metà Betazoide, per parte di madre (Lwaxana Troi) e per metà umana, per parte di padre (l'ufficiale della Flotta Stellare Andrew Troi). Questo le permette di essere empatica, avere cioè ridotte capacità telepatiche. Svolgeva il ruolo di consigliere di bordo dell'Enterprise D ed E. In seguito diviene la moglie di William T. Riker, con il quale ha due figli, Thaddeus e Kestra.
- Hikaru Sulu (stagione 3), doppiato da George Takei nella versione originale e da Stefano Onofri in quella italiana.
- Kira Nerys (stagione 3), doppiata da Nana Visitor nella versione originale e da Roberta Greganti in quella italiana.
- Leah Brahms (stagioni 3-4), doppiata da Susan Gibney nella versione originale e da Gianna Gesualdo in quella italiana.
La dottoressa Leah Brahm è un'ingegnera della federazione che ha contribuito allo sviluppo del sistema della velocità di curvatura delle navi stellari di classe Galaxy, di cui Geordi La Forge si innamora, apparsa nei due episodi Trappola spaziale (Booby Trap, 1989) e Il figlio della galassia (Galaxy's Child, 1991), rispettivamente della terza e quarta stagione della serie The Next Generation. Susan Gibney riprende il personaggio nel 2022, prestandogli la voce nell'episodio Estrarre le miniere della mente (Mining the Mind's Mines).
- Martok (stagione 2), doppiato da J.G. Hertzler.
- Q (stagione 1), doppiato da John de Lancie nella versione originale e da Oliviero Dinelli in quella italiana.[2]
- Quark (stagione 3), doppiato da Armin Shimerman nella versione originale e da Luca Dal Fabbro in quella italiana.
- Rom (stagione 4), doppiato da Max Grodénchik nella versione originale e da Mino Caprio in quella italiana.
- Leeta (stagione 4), doppiata da Chase Masterson nella versione originale e da Giò Giò Rapattoni in quella italiana.
- Regina Borg (stagione 2), doppiata da Alice Krige.
- Tom Paris (stagione 2) e Nicholas Locarno (stagione 4), doppiati da Robert Duncan McNeill nella versione originale e da Teo Bellia in quella italiana.
- Wesley Crusher (stagione 4), doppiato da Wil Wheaton nella versione originale e da Mirko Mazzanti in quella italiana.
- William T. Riker (stagioni 1-2), doppiato da Jonathan Frakes nella versione originale e da Giorgio Locuratolo in quella italiana.[2]
Umano, è l'ex Primo Ufficiale delle navi stellari della Flotta USS Enterprise NCC-1701-D ed E, capitanate da Jean-Luc Picard (Patrick Stewart). All'epoca in cui è ambientata Lower Decks è il capitano della USS Titan.
- Zefram Cochrane (stagione 3), doppiato da James Cromwell.
- Sito Jaxa (stagione 4), doppiata da Shannon Fill nella versione originale e da Barbara De Bortoli in quella italiana.
La Bajoriana Sito, esemplare e benvoluta guardiamarina tragicamente scomparsa nell'esercizio delle sue funzioni, era amica e compagna di Accademia di Mariner.
- Data (stagione 5), doppiato da Brent Spiner nella versione originale e da Marco Mete in quella italiana.
Ufficiale androide delle navi stellari della Flotta Enterprise D ed E capitanate da Jean-Luc Picard. Nonostante la serie sia ambientata dopo la sua morte e prima della sua “resurrezione”, Data compare nell'episodio Completamente dilatato come versione “porpora” di un universo parallelo. La sua testa viene ritrovata da Mariner, Tendi e T'Lyn sul pianeta Dilmer III.
- T'Pol (stagione 5), doppiata da Jolene Blalock nella versione originale.
Vulcaniana Primo Ufficiale dell'Enterprise nella serie omonima. Compare nell'episodio Missione incrinatura come versione di sé stessa in un universo parallelo in cui è stata sposata per 63 anni con Trip Tucker, divenendo esperta in emozioni umane.
- Harry Kim (stagione 5), doppiato da Garrett Wang nella versione originale e da Andrea Mete nella versione italiana.
Ufficiale alle Operazioni a bordo dell'astronave USS Voyager nella serie omonima. Compare nell'episodio Missione incrinatura in numerose versioni di sé stesso provenienti da vari universi. Tra i tanti Kim solo uno ha ottenuto una promozione.
- Julian Bashir (stagione 5), doppiato da Alexander Siddig nella versione originale e da Stefano Miceli in quella italiana.
Ex ufficiale medico di Deep Space Nine. Compare nell'episodio Missione incrinatura come ologramma medico di un universo parallelo. È sposato con l'Elim Garak di una realtà alternativa.
- Elim Garak (stagione 5), doppiato da Andrew J. Robinson nella versione originale e da Emiliano Reggente in quella italiana.
Ex spia cardassiana della serie Star Trek: Deep Space Nine. Compare come versione di sé stesso in un universo alternativo in cui è sposato con l'ologramma medico di Julian Bashir.
- Lily Sloane (stagione 5), doppiata da Alfre Woodard nella versione originale e da Guendalina Ward in quella italiana.

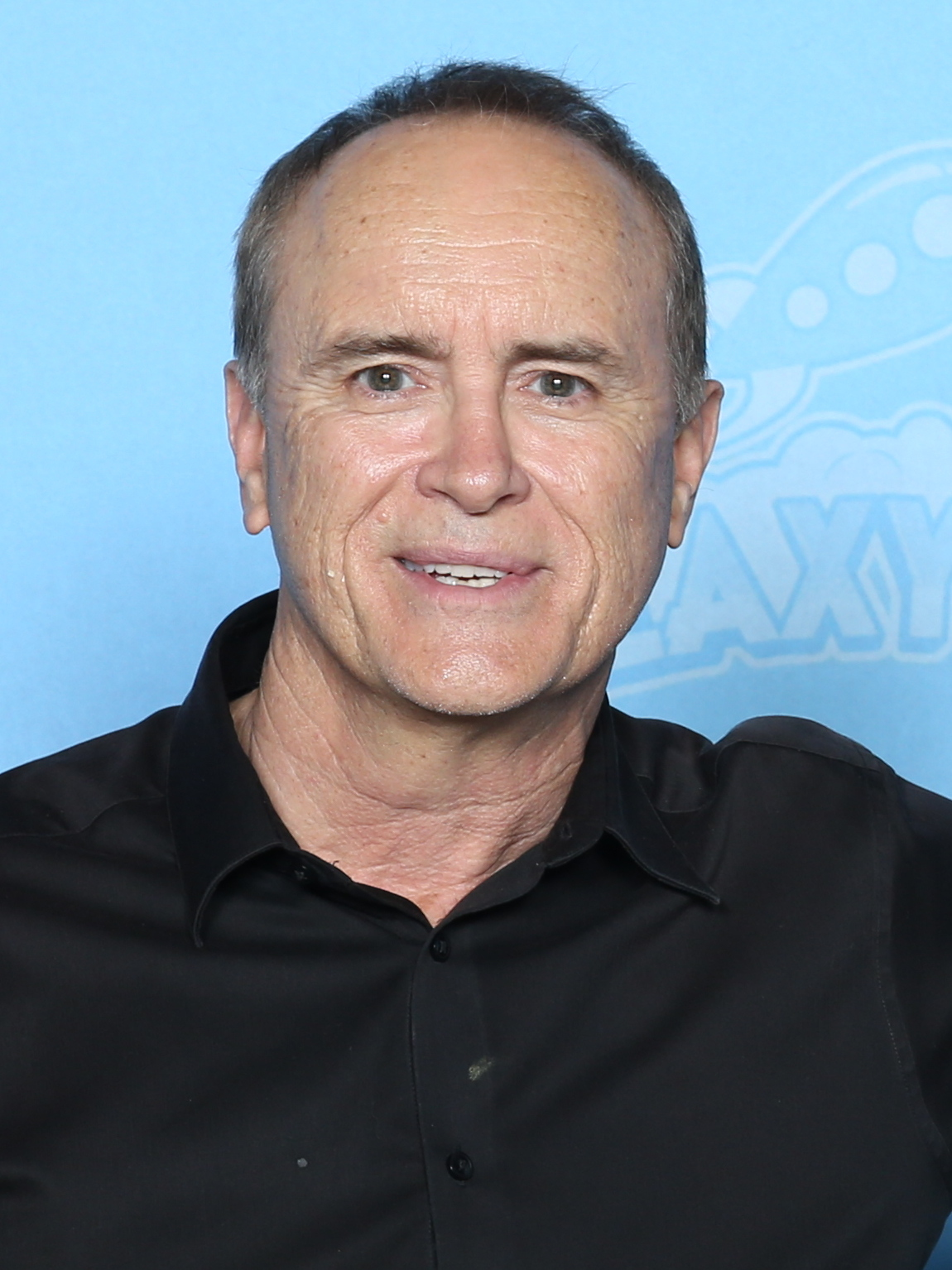
Jeffrey Combs, doppiatore originale di AGIMUS
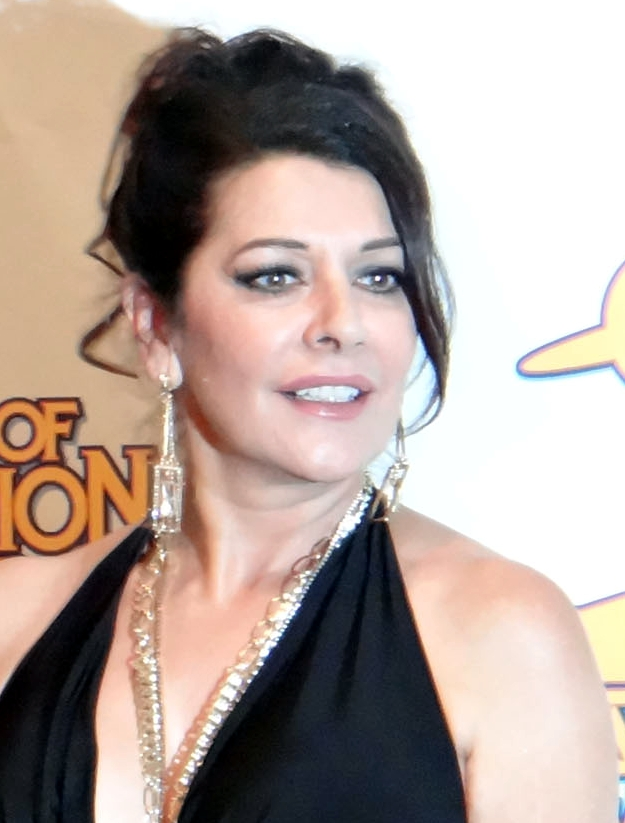
Marina Sirtis, doppiatrice originale di Deanna Troi
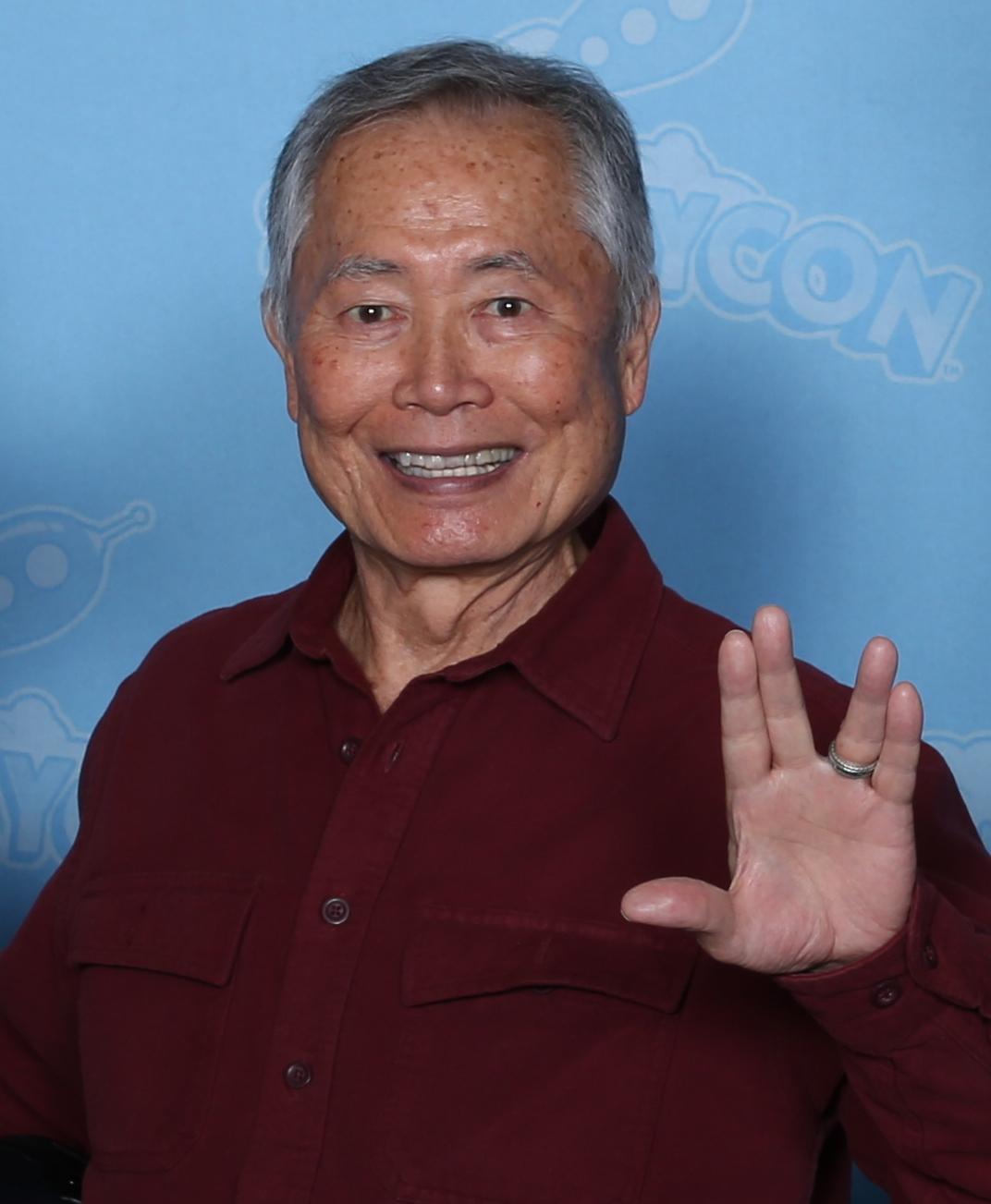
George Takei, doppiatore originale di Hikaru Sulu
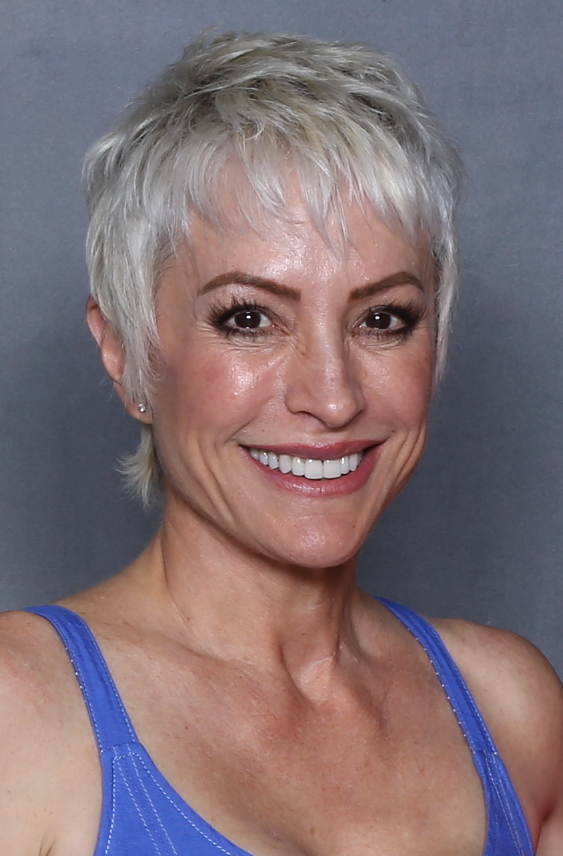
Nana Visitor, doppiatrice originale di Kira Nerys
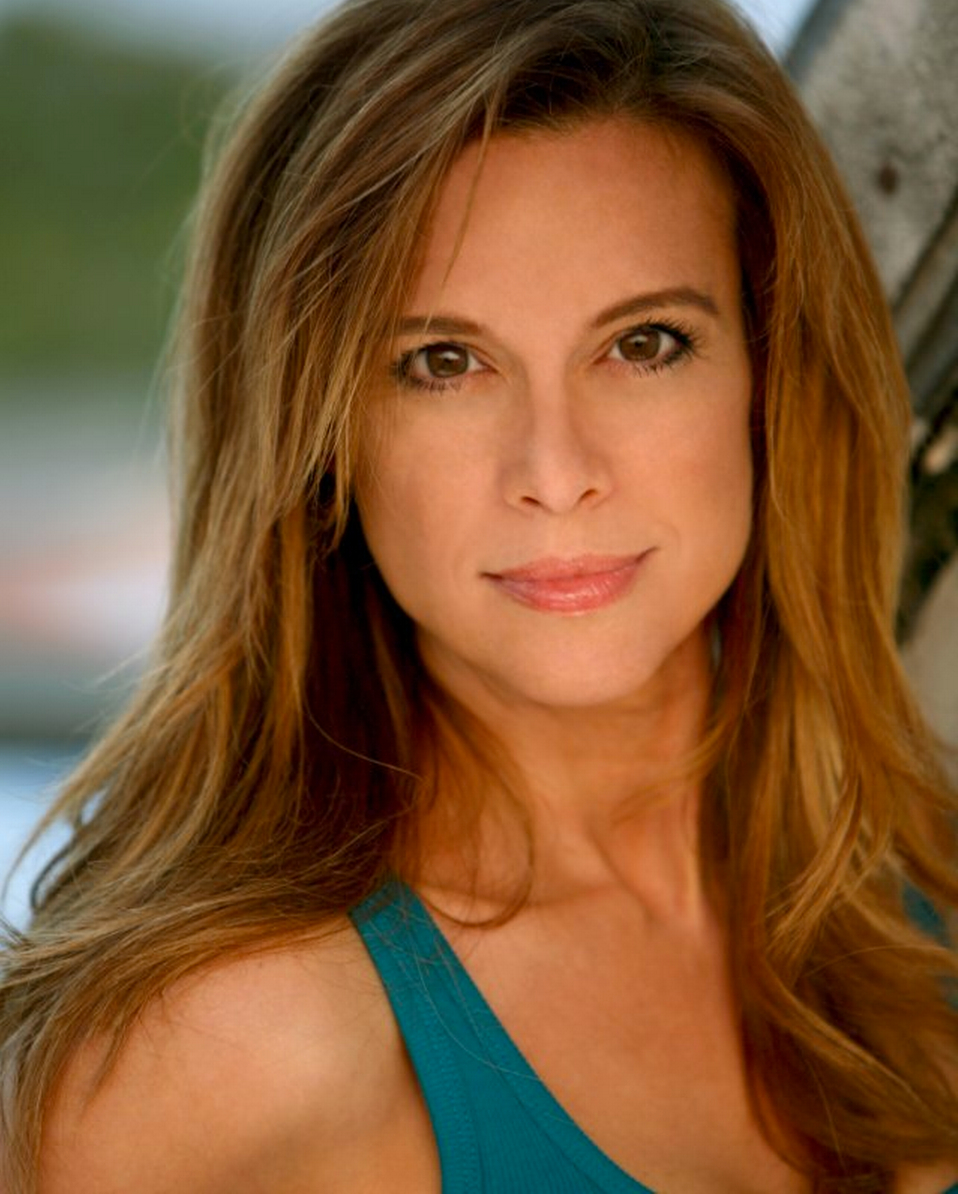
Chase Masterson, doppiatrice originale di Leeta
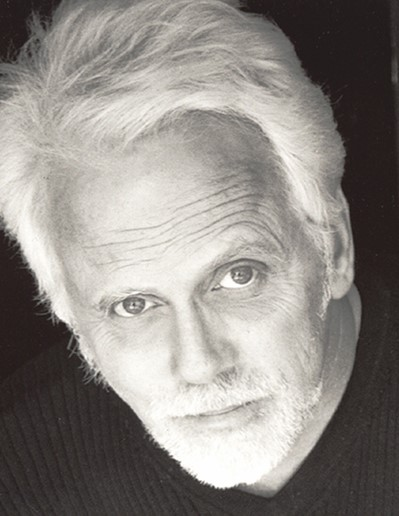
J.G. Hertzler, doppiatore originale di Martok
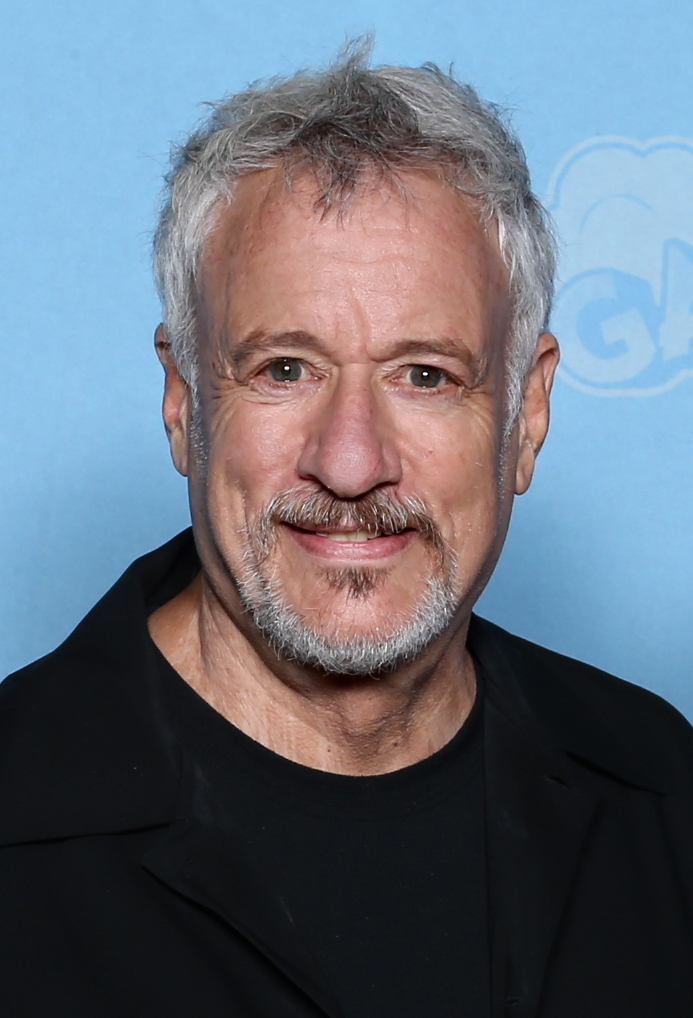
John de Lancie, doppiatore originale di Q
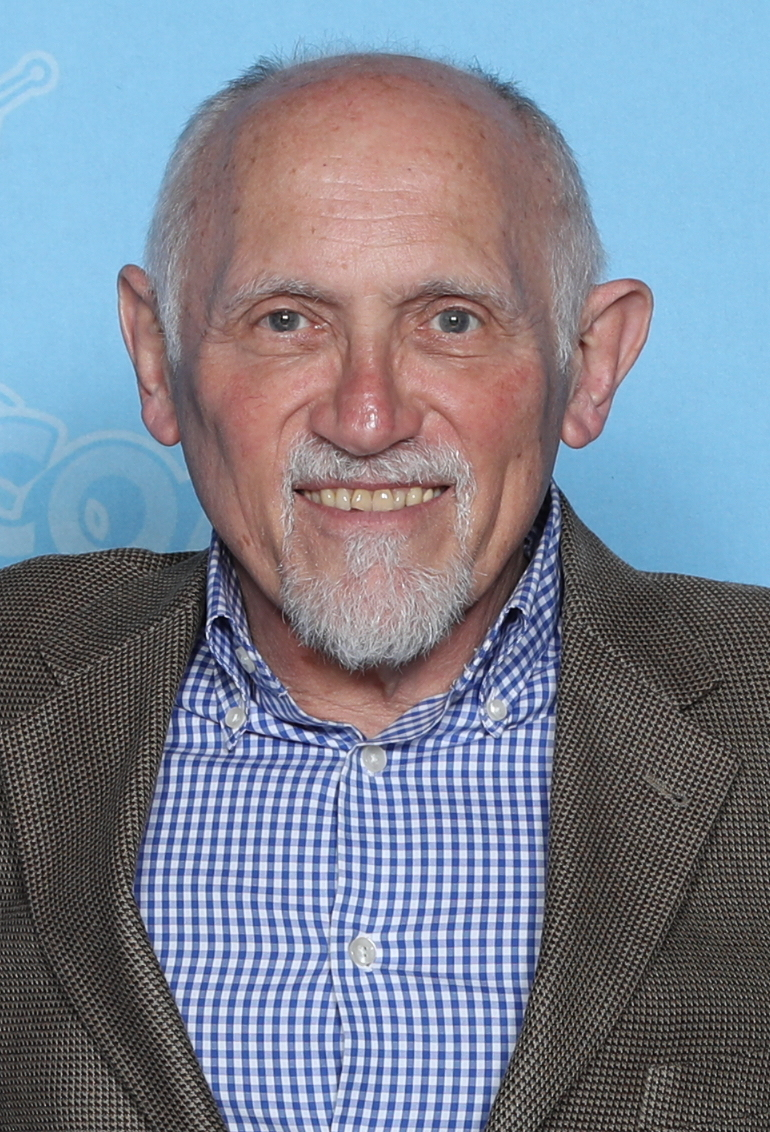
Armin Shimerman, doppiatore originale di Quark
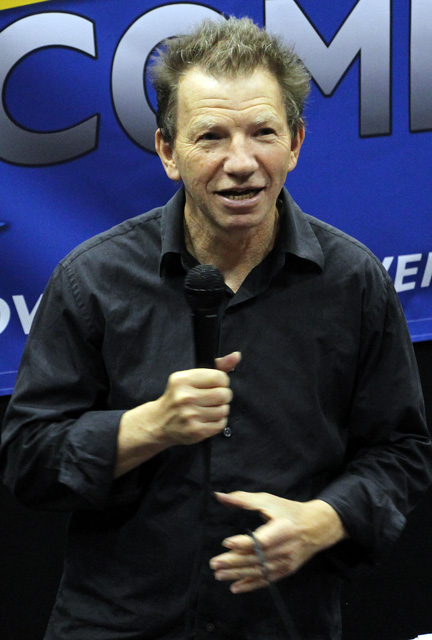
Max Grodénchik, doppiatore originale di Rom
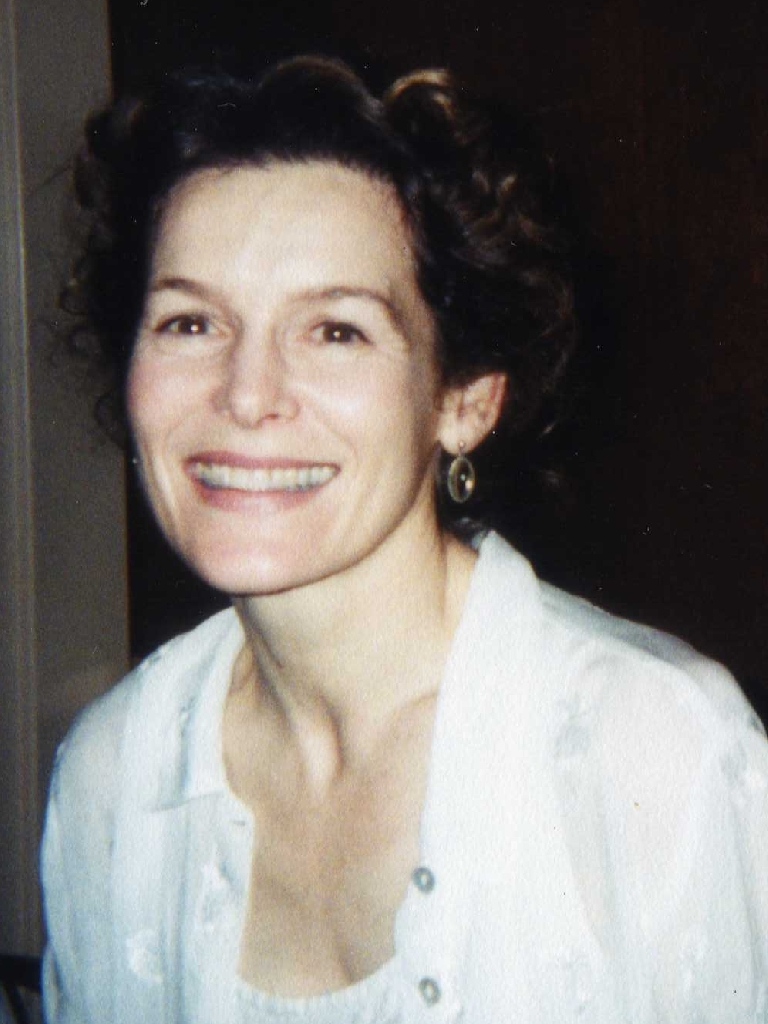
Alice Krige, doppiatrice originale della Regina Borg
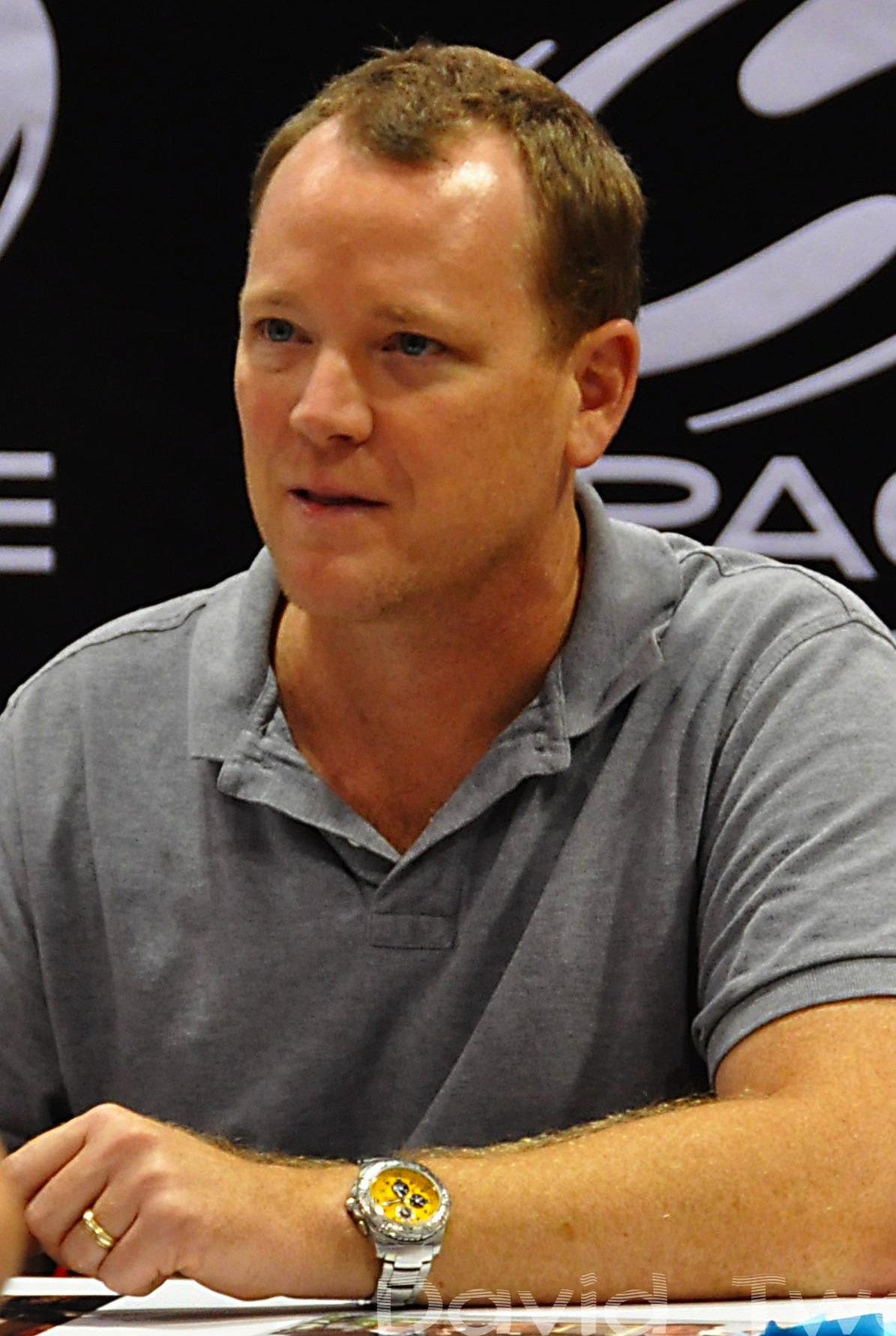
Robert Duncan McNeill, doppiatore originale di Tom Paris
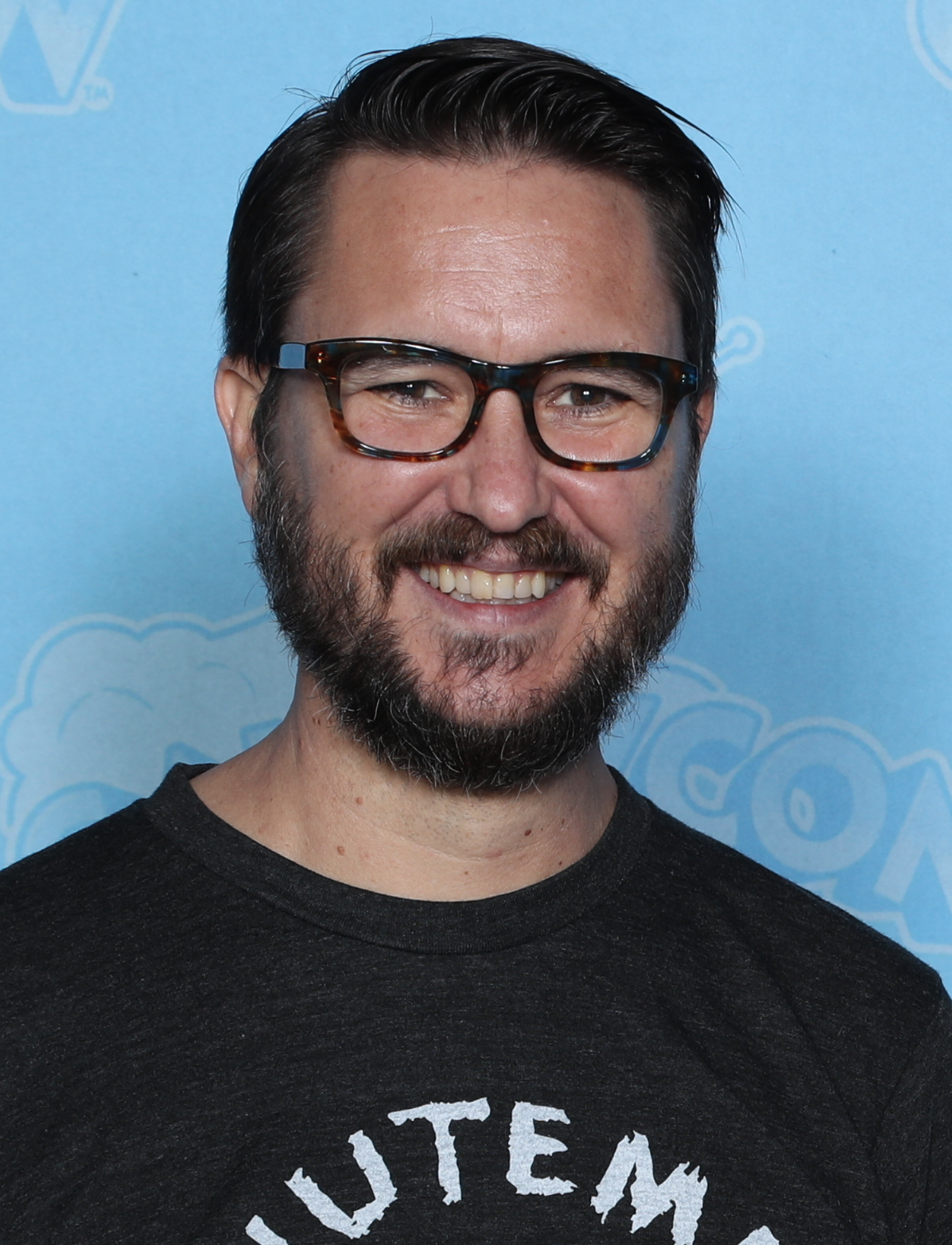
Wil Wheaton, doppiatore originale di Wesley Crusher
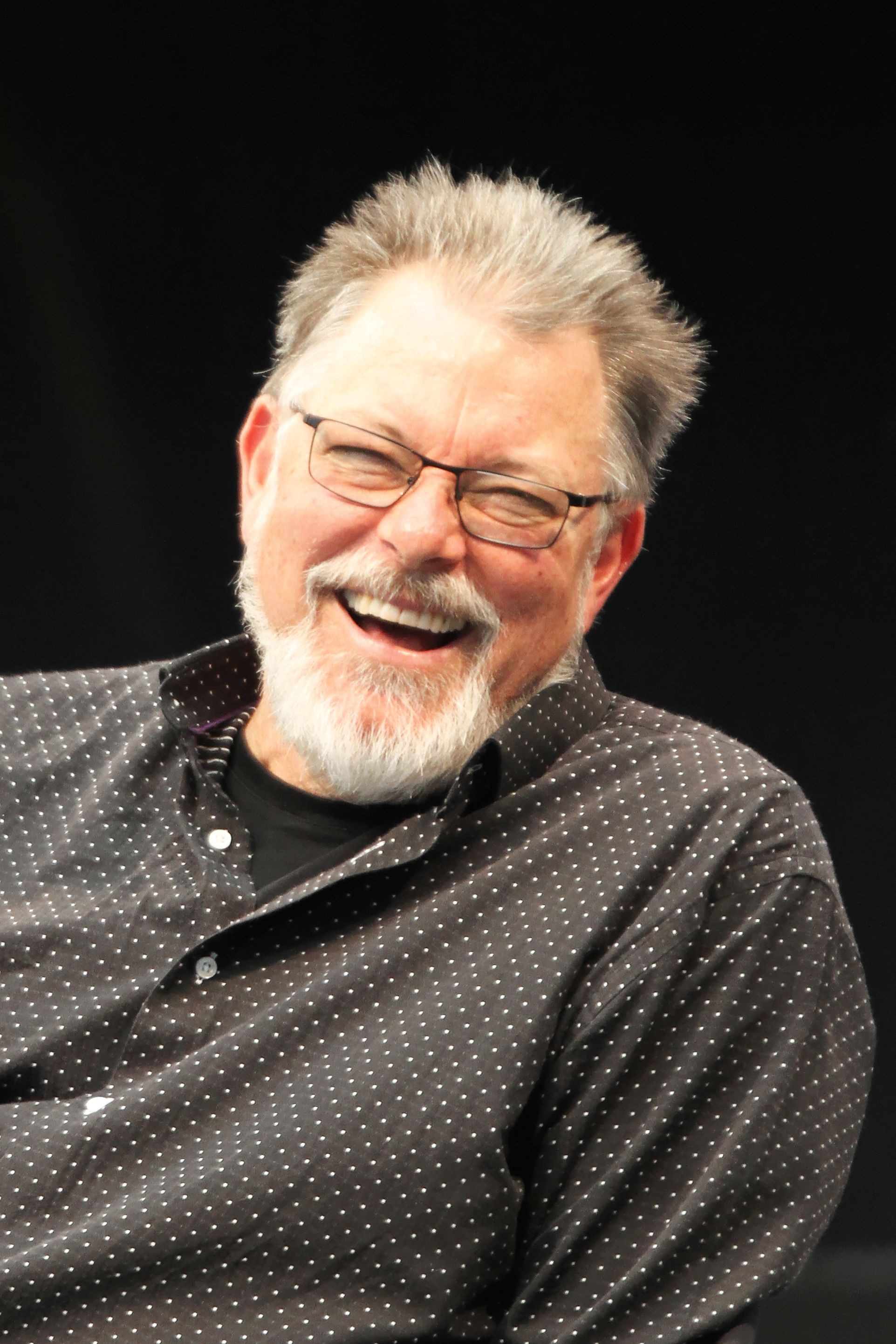
Jonathan Frakes, doppiatore originale del capitano William T. Riker
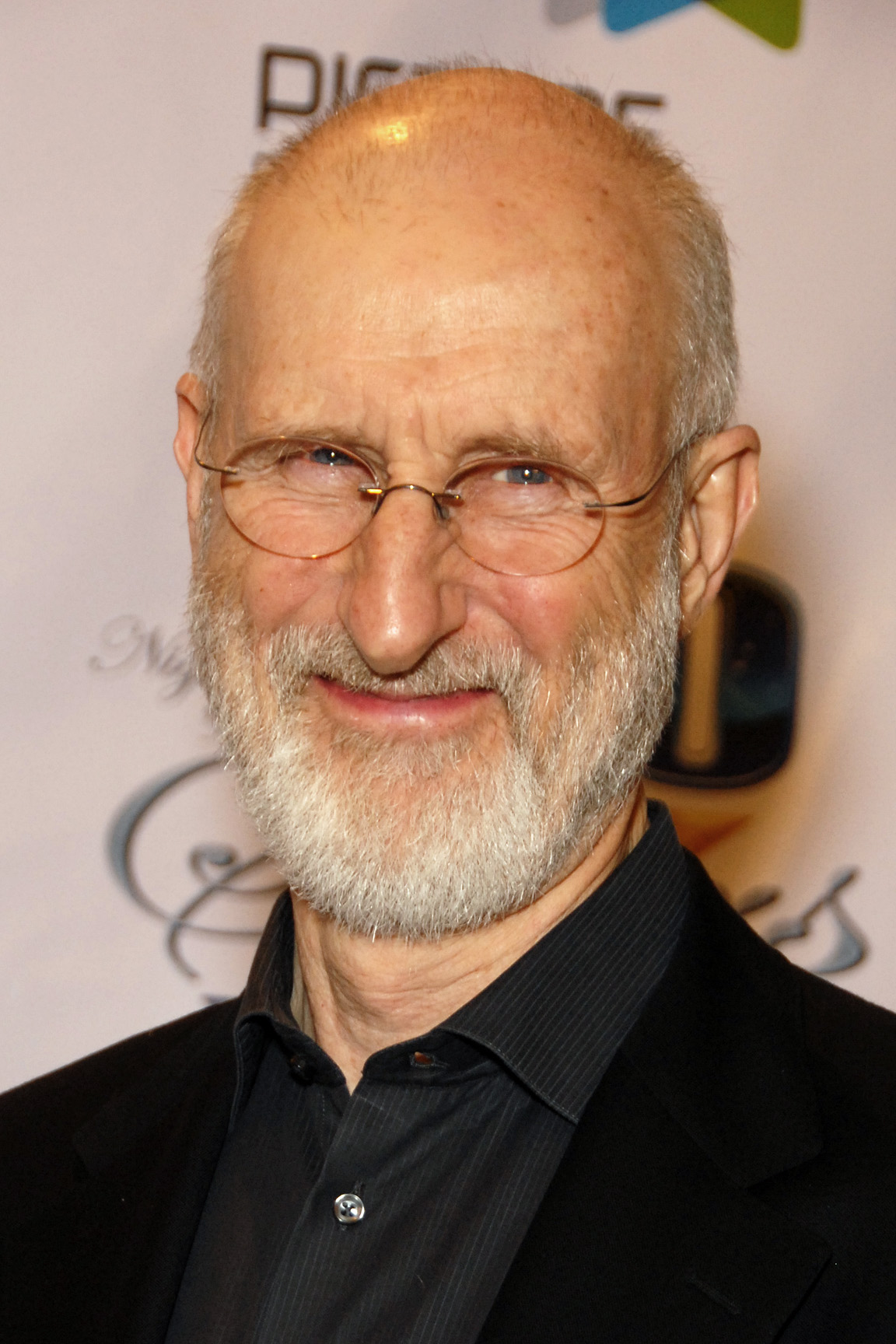
James Cromwell, doppiatore originale di Zefram Cochrane
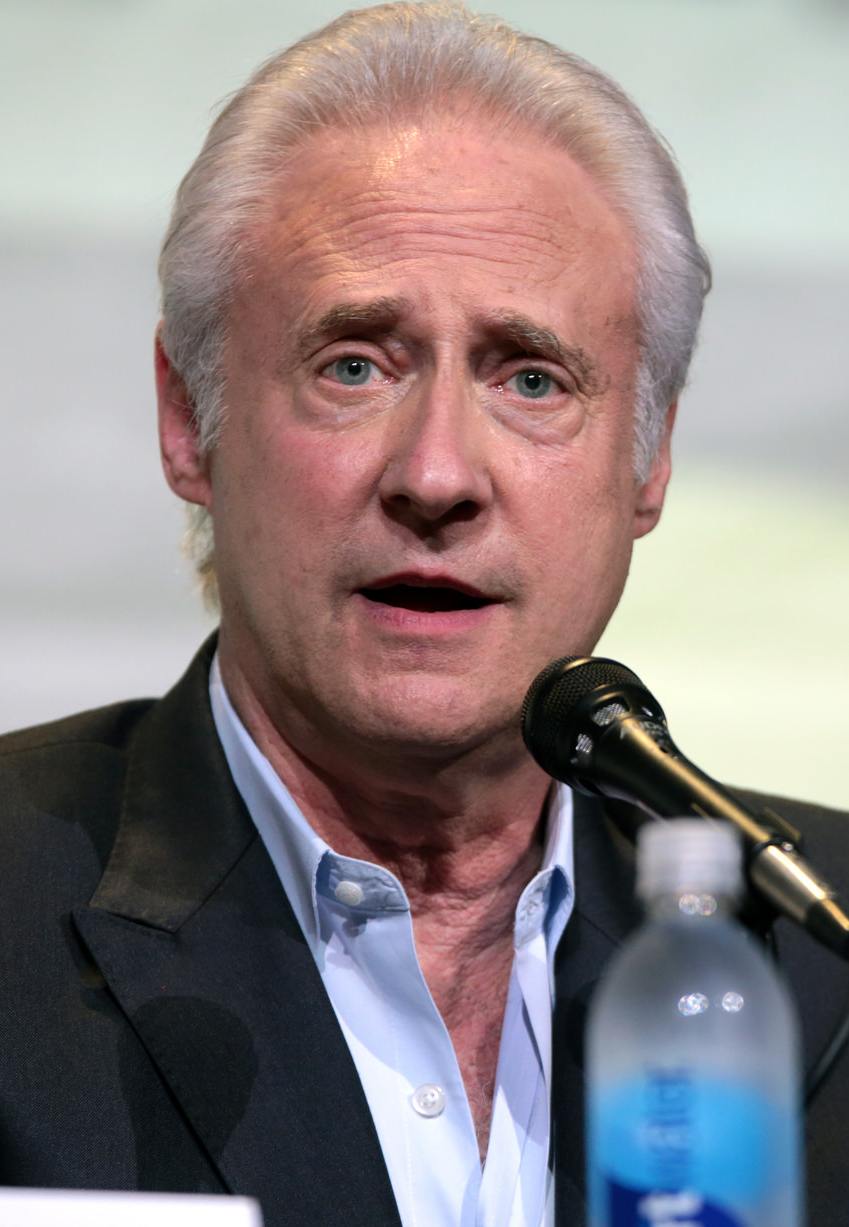
Brent Spiner, doppiatore originale di Data
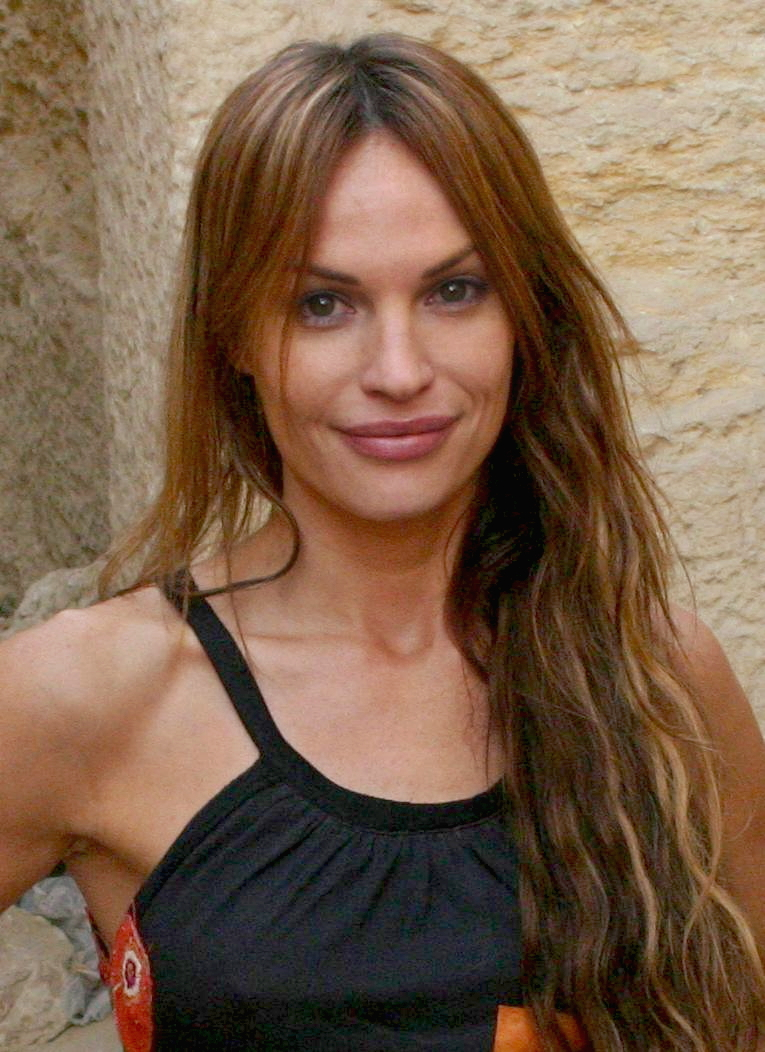
Jolene Blalock, doppiatrice originale di T'Pol
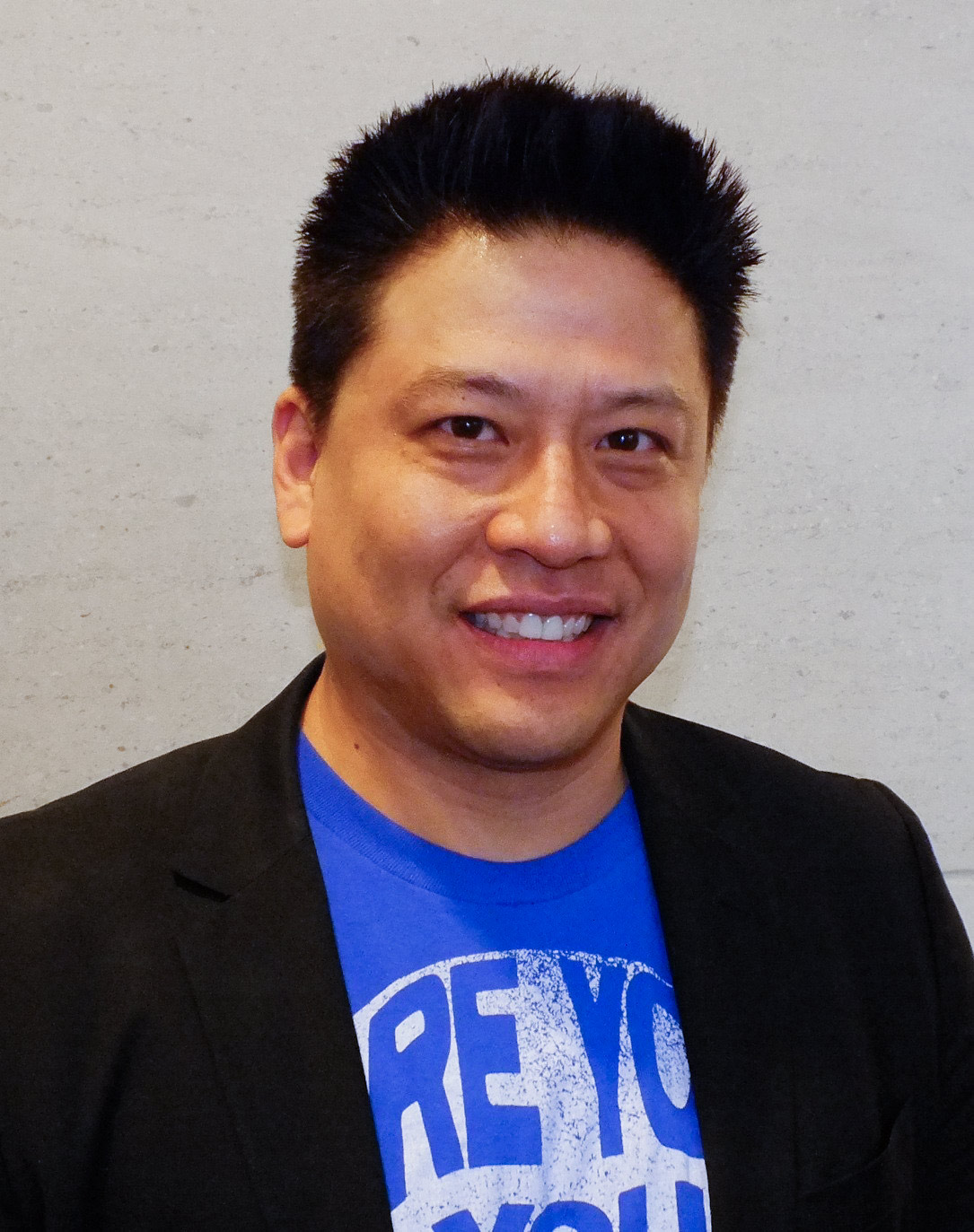
Garrett Wang, doppiatore originale di Harry Kim
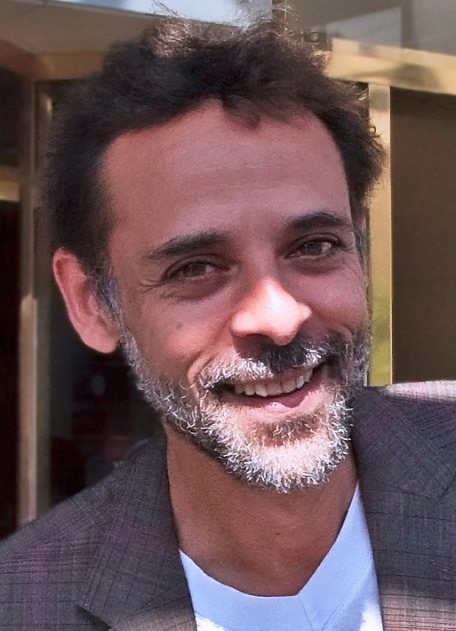
Alexander Siddig, doppiatore originale del dottor Bashir
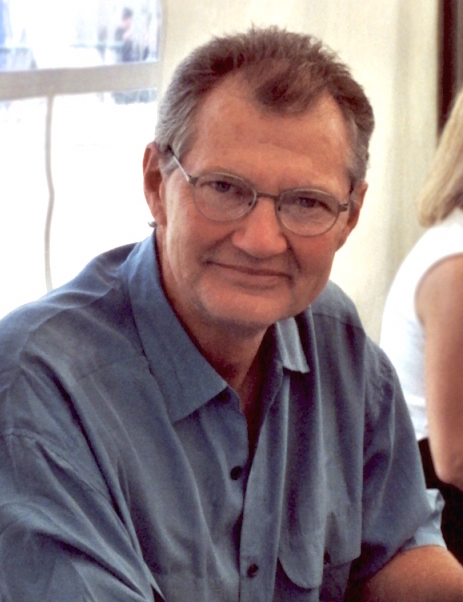
Andrew Robinson, doppiatore originale di Elim Garak
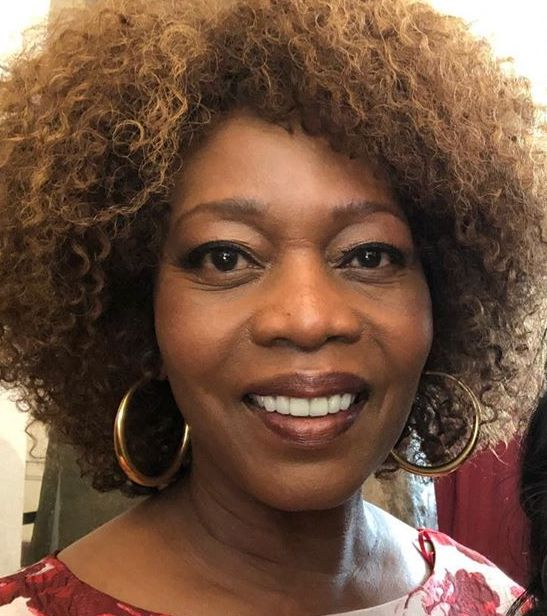
Alfre Woodard, doppiatrice originale di Lily Sloane